# HMH-464
464ème Escadron d'hélicoptères lourds (USMC)
Le Marine Heavy Helicopter Squadron 464 (ou HMH-464) est un escadron d'hélicoptère de transport  du Corps des Marines des États-Unis composé d'hélicoptères CH-53E Super Stallion. L'escadron, connu sous le nom de "Condors" est basé à la Marine Corps Air Station New River, en Caroline du Nord. Il est sous le commandement du Marine Aircraft Group 29 (MAG-29) et de la 2nd Marine Aircraft Wing (2nd MAW). 
Le code de queue de l'escadron est "EN".

## Mission
Assurer le transport de soutien d'assaut des troupes de combat, des fournitures et de l'équipement lors d'opérations expéditionnaires, interarmées ou combinées à l'appui des opérations de la Force tactique terrestre et aérienne des Marines.

## Historique

### Origine
Le Marine Scout Bomber Squadron 464 (VMSB-464) a été activé le 15 avril 1944 à la Marine Corps Air Station El Toro, en Californie, pour former le personnel. Leur statut a changé en octobre de la même année, car ils ont été désignés comme escadron d'entraînement de remplacement. Ils ont été renommés Marine Torpedo Bombing Squadron 464 (VMTB-464) le 1er juin 1945. À la suite de la capitulation du Japon, l'escadron a été désactivé dans le cadre du retrait général de toutes les forces américaines le 10 mars 1946.

### Réactivation

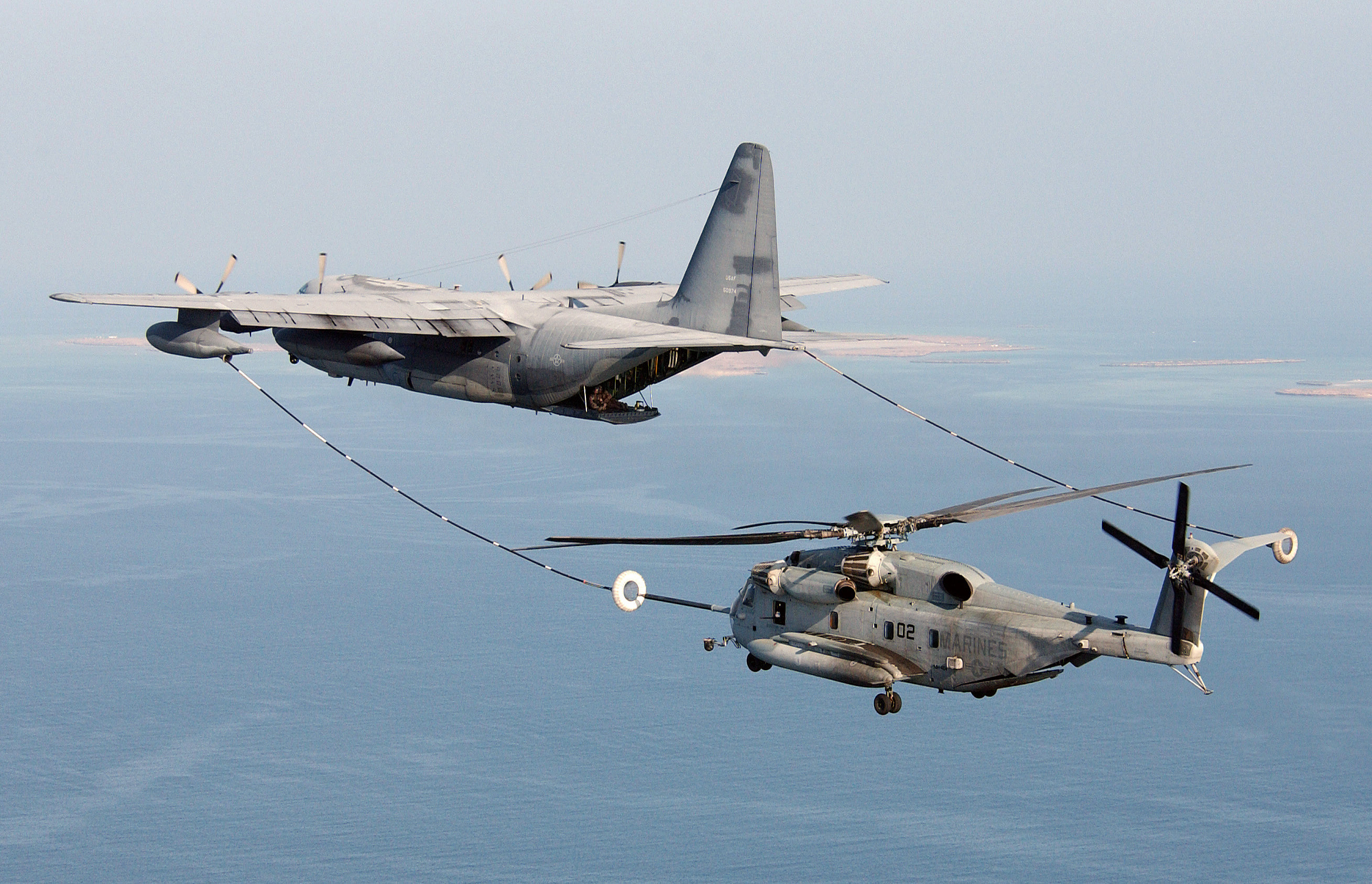
Ravitaillement en vol d'un Super Stallion du HMH-464 en 2005

Le 464ème Escadron d'hélicoptères lourds (HMH-464) a été réactivé à la Marine Corps Air Station New River, en Caroline du Nord, le 1er mars 1981, chargé de recevoir et de présenter le CH-53E Super Stallion à la Fleet Marine Force. Il est devenu le premier escadron de l'US Marine Corps à recevoir le CH-53E de série. Lors de son premier déploiement en 1983 sur l'USS Iwo Jima (LPH-2) au Liban, il a fourni un soutien de transport lourd pendant le déploiement et a fourni un soutien essentiel au lendemain des tragiques attentats de Beyrouth du 23 octobre 1983.

### Service
Le HMH-461 a participé à :  

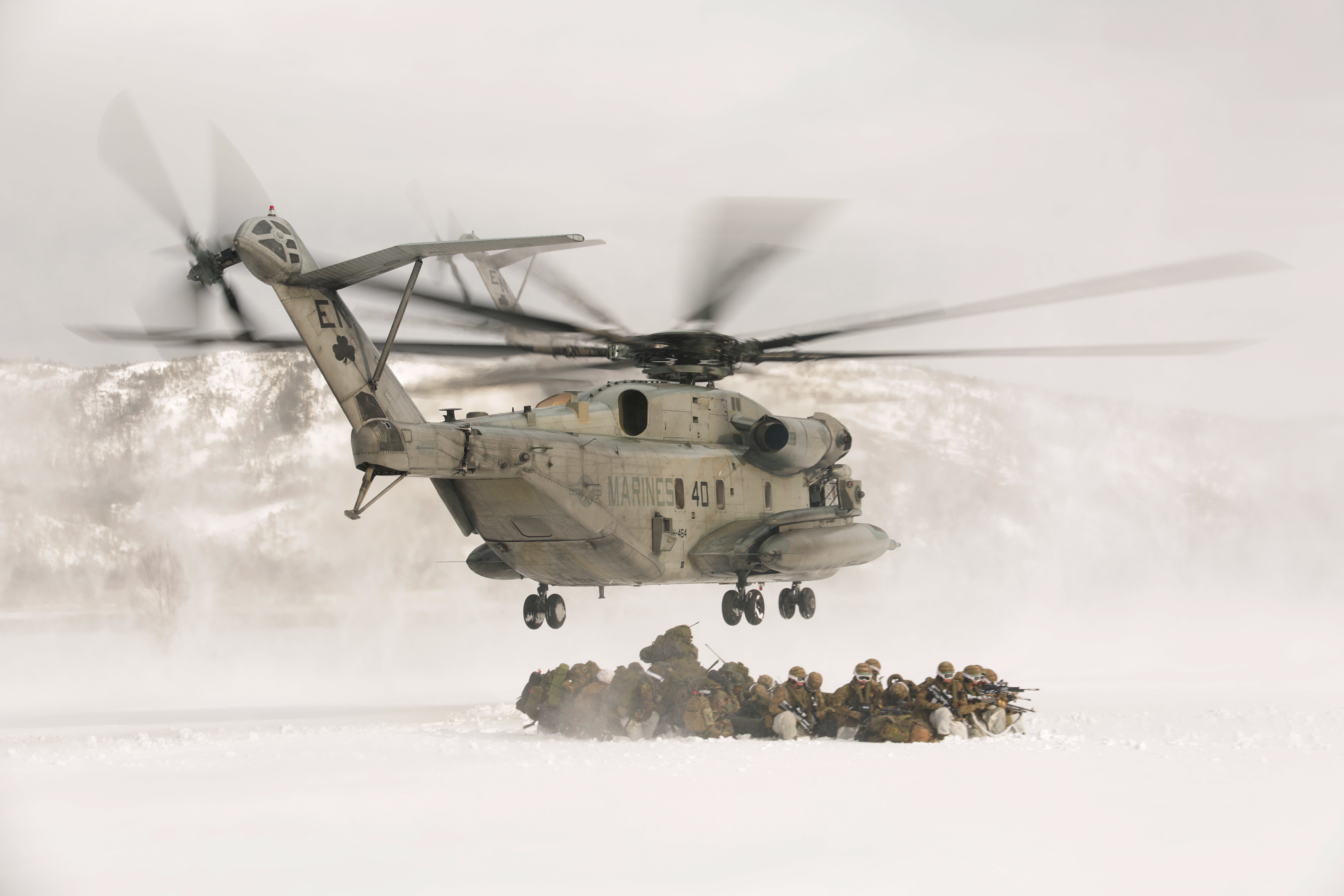
Super Stallion du HMH-464 lors de l'exercice Cold Response en 2016

- 1991 - Opération Tempête du désert (Guerre du Golfe)
- 1994 - Opération Uphold Democraty (Haïti)
- 1994- Operation Support Democracy
- 1999 - Opération Allied Force (Guerre du Kosovo)
- 1999 - Operation Shining Hope (en)
- 1999 - Operation Joint Guardian
- 1999 - Opération Avide Response (Turquie)
- 2001 - Opération Enduring Freedom (Guerre d'Afghanistan)
- 2003 - Opération Iraqi Freedom
- 2003 - Operation Shining Express (en) (Liberia)
- 2016 - Cold Response (Exercice OTAN)